# Финские топонимы
Финские топонимы — ряд географических названий финского (Finnic) происхождения. Появление финских топонимов связано с расселением финно-угорских народов на севере Восточной Европы не позже железного века (ананьинская культура). На территорию Финляндии предки современных финнов пришли лишь в раннем Средневековье. Прародиной финских народов считается Поволжье, причём само слово Волга имеет вероятное финское происхождение (ср. эст. Valge — белая).

## Гидронимы
Финские гидронимы двусоставны. Как правило, вторая основа означает озеро (-ярви), реку (-йоки) или ручей (-оя). Первая основа гидронимов может указывать на животное белка (орава-), заяц (янис-), лось (хирви-), медведь (карху-). Также гидронимы могут содержать название растения (осина: хаапа-) или указание на цвет (популярна оппозиция белое/чёрное или валка/муста). Редко гидронимы содержат указания на качество (пюхя-, "святое": Пюхяярви).